# Деркачов Ілля Петрович
Ілля́ Петро́вич Деркачо́в (Деркач) (* 1 серпня 1834, Усть-Азовськ (в деяких джерелах Каменське Катеринославської губернії — † 8 листопада 1916, Москва) — український та російський методист початкової школи, педагог, дитячий письменник.

## Життєпис
1855 року закінчив Харківський університет, 1859 — Московський.
В 1860-1870-х роках учителював в гімназіях Єлисаветграда, Одеси, Севастополя, Сімферополя, Херсона.
У своїй роботі наслідував К. Д. Ушинського, його авторству належить багато підручників і книжок для дітей.
1861 року склав «Українську граматику [Архівовано 11 березня 2022 у Wayback Machine.]» (ще називають «Українська грамотка»), видана на кошти студентів, безкоштовно її розповсюджував у школах тодішньої царської України.
Один із ініціаторів та організаторів перших з'їздів народних учителів у Російські імперії. Започаткував видання книг-маляток в тодішній Російській імперії.
Створив російський буквар та книжки для читання — на перший і другий роки «Шкільні сходини», скерування при заняттях «рідним словом», книга по школоведенню «Як школу побудувати та облаштувати?»
З 1879 року починаючи написав і випустив своїм накладом 37 невеликих книжок освітнього та просвітницького напряму.
Організував експериментальний клас наглядного навчання при сімферопольській гімназії — для цього написав «Наочний посібник» в 2 частинах.
Важав за необхідне розвивати у дитини спостережливість та цікавість до природи (серія «Бібліотека Ступіна»).